# Трепов Володимир Федорович
Володимир Федорович Трепов (6 січня 1863–1918) — російський державний діяч, сенатор, член Державної Ради.

## Біографія
Син санкт-петербурзького градоначальника Федора Трепова (1809—1889) та Віри Лукашевич (1821—1866).
Закінчив Олександрівський ліцей (1881). Служив у міністерстві внутрішніх справ.
У 1902—1905 роках обіймав посаду таврійського губернатора.
Земський діяч князь В. Оболенський так його характеризував: «Він був відомий своїми правими поглядами, але, як розумна людина, не хотів розпочинати свою службу в губернії дрібною боротьбою з місцевим земством…»
В 1905 був призначений сенатором, в 1908 — членом Державної Ради, де очолював групу вкрай правих.
На початку 1911 року разом з іншим лідером вкрай правих Петром Дурновим вів агітацію проти законопроєкту про земство в західних губерніях, що пропонувався урядом Столипіна. Його розгляд у Держраді призвело до політичної кризи: законопроєкт був відхилений, Микола II, на вимогу Столипіна, на кілька днів розпустив законодавчі установи і прийняв закон своїм Високим указом, а Дурново і Трепову наказав оголосити себе хворими і не брати участь у засіданнях Ради до 1912 року. 29 квітня Трепов подав у відставку. Дослужився до чину таємного радника, мав придворний чин шталмейстера.
В 1918 був учасником підпільної організації в Петрограді. У серпні чи вересні того ж року був розстріляний більшовиками у Кронштадті.

## Сім'я
Був одружений з Євгенією Сирицею (1858—21.04.1904), померла від кровотечі в легенях у Ялті, після відспівування в Соборі Святого Олександра Невського її порох був перевезений до Києва і похований у Видубицькому монастирі. Їхні сини:
- Федір (1883—1915), полковник лейб-гвардії Кінної артилерії, Георгіївський кавалер.
- Борис (1885—1964), полковник лейб-гвардії Кінної артилерії, георгіївський кавалер.